# Општина Данчулешти (Горж)
Данчулешти (рум. Dănciuleşti) општина је у Румунији у округу Горж.
Oпштина се налази на надморској висини од 254 m.